# Juho Lähde
Juho Lähde (Turku, 11 febbraio 1991) è un ex calciatore finlandese, di ruolo centrocampista.

## Palmarès

### Club

#### Competizioni nazionali
- Suomen Cup: 2

TPS: 2010
Inter Turku: 2017-2018
- Liigacup: 2

TPS: 2012
SJK: 2014